# Amel Rolenga
Amel Rolenga (ur. 18 września 1964) – gaboński piłkarz grający na pozycji bramkarza. W swojej karierze rozegrał 3 mecze w reprezentacji Gabonu.

## Kariera klubowa
W swojej karierze piłkarskiej Rolenga grał w klubie Mbilinga FC.

## Kariera reprezentacyjna
W reprezentacji Gabonu Rolenga zadebiutował 25 czerwca 1989 w wygranym 2:1 meczu eliminacji do MŚ 1990 z Nigerią, rozegranym w Libreville. W 1994 roku został powołany do kadry na Puchar Narodów Afryki 1994. Na tym turnieju nie rozegrał żadnego meczu. Od 1989 do 1993 rozegrał w kadrze narodowej 3 mecze.